# Plážový fotbal na Bolívarských plážových hrách
Plážový fotbal na Bolívarských plážových hrách se koná od roku 2012. Koná se zatím jen v mužské kategorii.
Událost je soutěží zemí, které jsou mezi členy ODEBO (Organización Deportiva Bolivariana). Následně organizátoři pozvou další sousední země.
Nejúspěšnějším týmem je Paraguay, který získal dvě zlaté medaile a je jedinou zemí, která dosud získala nějakou medaili na všech třech hrách.
V roce 2019 se měl ve Venezuele konat další turnaj v rámci dalšího ročníku Bolívarských plážových her, které byly ale nakonec zrušené.

## Turnaje
| Rok          | Pořadatel          | Finále   | Finále        | Finále    | O třetí místo | O třetí místo    | O třetí místo |
| Rok          | Pořadatel          | Vítěz    | Skóre         | 2. místo  | 3. místo      | Skóre            | 4. místo      |
| ------------ | ------------------ | -------- | ------------- | --------- | ------------- | ---------------- | ------------- |
| 2012 Detaily | Peru (Lima)        | Paraguay | 6 - 5 (prod.) | Venezuela | Peru          | 5 - 3            | Salvador      |
| 2014 Detaily | Peru (Huanchaco)   | Paraguay | 6 - 5         | Salvador  | Ekvádor       | 6 - 5 (5:4 pen.) | Chile         |
| 2016 Detaily | Chile (Iquique)    | Salvador | 5 - 3         | Paraguay  | Chile         | 6 - 4            | Ekvádor       |
| 2019         | Venezuela (Vargas) | Zrušeno  | Zrušeno       | Zrušeno   | Zrušeno       | Zrušeno          | Zrušeno       |

## Medailový stav podle zemí do roku 2016 (včetně)
| Pořadí | Země      | Zlato | Stříbro | Bronz | Celkem |
| 1.     | Paraguay  | 2     | 1       | 0     | 3      |
| 2.     | Salvador  | 1     | 1       | 0     | 2      |
| 3.     | Venezuela | 0     | 1       | 0     | 1      |
| 4.     | Peru      | 0     | 0       | 1     | 1      |
| 4.     | Ekvádor   | 0     | 0       | 1     | 1      |
| 4.     | Chile     | 0     | 0       | 1     | 1      |